# Lithospermum album
Lithospermum album là loài thực vật có hoa trong họ Mồ hôi. Loài này được (G.L. Nesom) J. Cohen mô tả khoa học đầu tiên năm 2009.